# Jean Julien Weber
Jean Julien Weber (Lutterbach, 13 febbraio 1888 – Ribeauvillé, 13 febbraio 1981) è stato un arcivescovo cattolico francese.

## Biografia
Jean Julien Weber nacque il 13 febbraio 1888 a Lutterbach, sotto dominazione tedesca, in una famiglia di origine alsaziana e di tradizione militare che optò per la nazionalità francese. I genitori erano Albert Weber, veterano della Guerra franco-prussiana e militare di professione, e Marie Hürler.
Destinato alla carriera ecclesiastica, entrò in seminario nell'ottobre 1905 ma dovette prestare il servizio militare al 35º reggimento di fanteria nel 1909. Entrato nel plotone degli ufficiali di riserva il 1º ottobre 1910 come caporale, lasciò il 1º ottobre 1911 con il grado di sottotenente al fine completare gli studi. Fu ordinato sacerdote il 29 giugno 1912. Dal 1913 al 1914 studiò esegesi all'Istituto Biblico di Roma, dove conseguì il dottorato in teologia.
Il 2 agosto 1914 Weber si arruolò volontariamente come luogotenente di riserva del 21º reggimento di fanteria di Langres: inizia la guerra nei Vosgi poi in Alsazia, dove viene leggermente ferito a una gamba nel combattimento di Muckenbach, nell’ambito della battaglia delle Frontiere. Ha poi preso parte alla difesa della Marna, e alla battaglia di Notre Dame de Lorette dove ha subito il suo secondo infortunio al viso. A seguito di questo, fu assente per quasi un anno dal fronte (dal maggio 1915 all'aprile 1916), quando tornò in Champagne e nominato capitano. Poi venne la Somme e la seconda battaglia della Marna, preludio al crollo tedesco e all'armistizio. Sopravvissuto, l'ufficiale-sacerdote torna finalmente nella sua Alsazia liberata.
Tra le due guerre fu nominato direttore del seminario Saint-Sulpice d'Issy, ed infine del Superiore del Gran Seminario di San Sulpizio di Parigi. Indossò di nuovo l'uniforme nel settembre 1939 in qualità di cappellano militare. Riprese le sue funzioni religiose per essere nominato vescovo di Strasburgo al termine della guerra. Iniziò il suo episcopato visitando i villaggi più colpiti dalla guerra spendendosi instancabilmente per aiutarli a riprendersi dalla loro rovina. Durante il suo episcopato consacrò 39 nuove chiese. Creando un ufficio diocesano di pastorale liturgica, si adopera per promuovere il rinnovamento liturgico che è stato una delle caratteristiche del suo episcopato. Investe ingenti somme nell'ammodernamento e nell'ampliamento dei collegi episcopali. Il 30 aprile 1958 ricevette il titolo di assistente al Soglio Pontificio, poi fu elevato al rango di arcivescovo a titolo personale il 25 marzo 1962. Avrà un ruolo fondamentale nella Chiesa alsaziana del dopoguerra, partecipando al Concilio Vaticano II.
L'arcivescovo-vescovo di Strasburgo si ritirò il 30 dicembre 1966, lasciando il ricordo di un vescovo molto popolare e profondamente amato. Dopo aver scritto molto sull'esercito e la religione, morì nel giorno del suo 93º compleanno il 13 febbraio 1981 nel monastero delle Suore della Divina Provvidenza di Ribeauvillé, dove si era ritirato.

## Opere

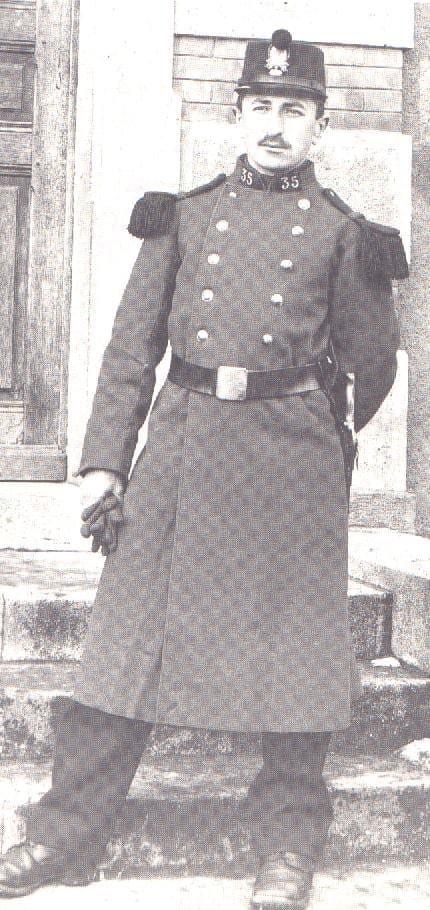
Jean Julien Weber durante la prima guerra mondiale

- Sur les pentes de Golgotha, Un prêtre dans les tranchées, Nuée Bleue (ISBN 2-716505-292)
- La vierge Marie dans le nouveau testament, 1951
- Le Mont Saint Odile, 1971
- Le psautier du Bréviaire Romain, 1951
- Où en sont les études bibliques ?, 1968

## Genealogia episcopale e successione apostolica
La genealogia episcopale è:
- Cardinale Scipione Rebiba
- Cardinale Giulio Antonio Santori
- Cardinale Girolamo Bernerio, O.P.
- Arcivescovo Galeazzo Sanvitale
- Cardinale Ludovico Ludovisi
- Cardinale Luigi Caetani
- Cardinale Ulderico Carpegna
- Cardinale Paluzzo Paluzzi Altieri degli Albertoni
- Papa Benedetto XIII
- Papa Benedetto XIV
- Papa Clemente XIII
- Cardinale Marcantonio Colonna
- Cardinale Giacinto Sigismondo Gerdil, B.
- Cardinale Giulio Maria della Somaglia
- Cardinale Carlo Odescalchi, S.I.
- Cardinale Costantino Patrizi Naro
- Cardinale Lucido Maria Parocchi
- Papa Pio X
- Arcivescovo Eugène Jacques Grellier
- Cardinale Emmanuel Célestin Suhard
- Arcivescovo Jean Julien Weber

La successione apostolica è:
- Arcivescovo Joseph-Paul Strebler, S.M.A. (1946)
- Vescovo José Hascher, C.S.Sp. (1947)
- Arcivescovo Jean-Jérôme Adam, C.S.Sp. (1947)
- Vescovo Léon-Adolphe Messmer, O.F.M. Cap. (1951)
- Vescovo Joseph Fady, M. Afr. (1951)
- Vescovo Emile Durrheimer, S.M.A. (1952)
- Vescovo Jérôme-Théodore Lingenheim, S.M.A. (1956)
- Vescovo Henri Alfred Bernardin Hoffmann, O.F.M. Cap. (1957)
- Vescovo Léon-Arthur-Auguste Elchinger (1958)
- Vescovo Alphonse-Gérard Bannwarth (1963)